# Dret de persecució
El dret de persecució, en dret internacional públic, és el dret de l'estat costaner de perseguir un vaixell comercial estranger quan té motius per creure que ha comès una infracció de les lleis i reglaments del seu estat, sempre que l'estat sigui competent sobre la conducta i l'espai on s'ha dut a terme la infracció d'acord amb el dret internacional.
El dret de persecució es va codificar a l'article 23 de la Convenció de Ginebra sobre alta mar de 1958 i, posteriorment, a l'article 111 de la Convenció de les Nacions Unides sobre el Dret de la Mar (CNUDM) de 1982. Aquest dret respon a la protecció dels interessos dels estats costaners i constitueix una limitació al dret de lliure navegació a alta mar.

## Procediment
El procediment que l'estat costaner ha de seguir per exercir el dret de persecució està estipulat a l'article 111 de la CNUDM. L'estat costaner ha d'avisar prèviament l'embarcació estrangera perquè s'aturi amb un senyal visual o auditiu des d'una distància que permeti al vaixell percebre'l. La persecució ha de realitzar-se quan el vaixell es troba a les aigües interiors, a les aigües arxipelàgiques, al mar territorial o a la zona contigua, i només podrà continuar més enllà si la persecució no s'ha interromput en cap moment. Les embarcacions competents per realitzar la persecució són els vaixells de guerra, les aeronaus militars o qualsevol vaixell o aeronau que s'identifiqui clarament que pertany al govern costaner. Si una aeronau ha iniciat la persecució i aquesta no pot capturar el vaixell, haurà de mantenir la persecució fins que arribi un altre vaixell o aeronau. La persecució ha de finalitzar quan el vaixell perseguit entri al mar territorial del seu estat o al mar territorial d'un tercer estat. En cas que l'estat exerceixi el dret de persecució en circumstàncies que no ho justifiquen, haurà de compensar pels danys i perjudicis causats.
En jurisprudència del Tribunal Internacional del Dret del Mar sobre l'afer M/V SAIGA, el vaixell o aeronau que persegueix pot ser un de diferent al que efectua la detenció i captura, però en tots els casos la persecució ha de ser continuada i ininterrompuda.

## L'afer M/V SAIGA
El Tribunal Internacional del Dret de la Mar va dictar dues sentències entre el 1997 i el 1998 sobre la persecució i captura perpetrada per Guinea al vaixell petrolier M/V SAIGA amb pavelló de Saint Vincent i les Grenadines. En el litigi, Guinea va al·legar que el vaixell M/V SAIGA havia vulnerat les seves normes duaneres en subministrar combustible a vaixells de pesca situats a la seva zona contigua. Per la seva banda, Saint Vincent i les Grenadines va al·legar que les actuacions guineanes havien vulnerat el seu dret a la lliure navegació, i que les actuacions de Guinea s'havien exercit fora de la seva ZEE i en circumstàncies que no s'incloïen en el dret de persecució. El tribunal va reconèixer que la cerca i captura del M/V SAIGA va iniciar un dia després del suposat delicte duaner i en un moment en el qual el vaixell ja no es trobava a la zona contigua de Guinea. També va dictaminar que Guinea no havia provat que els seus interessos essencials havien estat compromesos de manera greu i imminent. Tampoc no va emetre cap senyal visual o auditiva al vaixell estranger, ni va realitzar una persecució ininterrompuda. Així doncs, el tribunal va concloure que el dret de persecució no s'havia realitzat d'acord amb el que estableix l'article 111 de la CNUDM.